# Anne Kühler
Anne Kühler ist eine Schweizer Juristin.

## Leben
Sie studierte Rechtswissenschaften an der Universität Bern und der Westfälischen Wilhelms-Universität Münster (Abschluss: lic. iur.). Sie absolvierte ein Masterstudium an der Columbia Law School (Abschluss: LL.M.). Nach der Promotion zur Dr. iur. an der Universität Bern 2010 und dem Studium der Philosophie an der Universität Basel (Abschluss: BA) war sie von 2012 bis 2021 Oberassistentin im Bereich der Grundlagen des Rechts am Rechtswissenschaftlichen Institut der Universität Zürich. Nach der Habilitation 2020 (Venia Legendi für das Lehrgebiet Öffentliches Recht, Europarecht, Rechtsphilosophie und Methodenlehre) ist sie seit 2023 zur Professorin für Rechtsethik und Rechtsphilosophie an die Universität Wien.
Kühler ist Generalsekretärin des von 2019 bis 2023 eingesetzten Exekutivkomitees der Internationalen Vereinigung für Rechts- und Sozialphilosophie.

## Schriften (Auswahl)
- Das Grundrecht der Gewissensfreiheit. Ein Beitrag zum Verständnis von Art. 15 der Bundesverfassung unter Berücksichtigung der Praxis des Schweizerischen Bundesgerichts, der EMRK-Organe, des UNO-Menschenrechtsausschusses und im Rechtsvergleich. Bern 2012, ISBN 978-3-7272-0067-0.